# دريو جلبن فوست
كاثرين دريو جلبن فوست، (ولدت في 18 سبتمبر، 1947، في مدينة نيويورك) ، مؤرخة أمريكية ورئيسة جامعة هارفارد سابقًا (الرئيس الثامن والعشرون للجامعة) وهي أول امرأة تتقلد هذا المنصب. فوست هي خامس رئيس لرابطة اللبلاب، وعميد سابق لمعهد رادكليف للدراسات المتقدمة، وهي أول رئيس لم يتخرج أو حتى يدرس في الجامعة منذ سنة 1672.

## روابط خارجية
- دريو جلبن فوست على موقع IMDb (الإنجليزية)
- دريو جلبن فوست على موقع الموسوعة البريطانية (الإنجليزية)
- دريو جلبن فوست على موقع مونزينجر (الألمانية)
- دريو جلبن فوست على موقع إن إن دي بي (الإنجليزية)